# Synchiropus
Synchiropus é um gênero de peixe da família Callionymidae encontrado principalmente nos águas tropicais da região Indo-Pacífico.

## Espécies
Atualmente, existem 44 espécies reconhecidas neste gênero:
- Synchiropus atrilabiatus (Garman, 1899)
- Synchiropus bartelsi R. Fricke, 1981
- Synchiropus circularis R. Fricke, 1984
- Synchiropus claudiae R. Fricke, 1990
- Synchiropus corallinus (C. H. Gilbert, 1905)
- Synchiropus delandi Fowler, 1943
- Synchiropus flavistrigatus R. Fricke, Francesc Ordines and Sergio Ramírez-Amaro. 2022[1]
- Synchiropus goodenbeani (Nakabo & Hartel, 1999)
- Synchiropus grandoculis R. Fricke, 2000
- Synchiropus grinnelli Fowler, 1941
- Synchiropus hawaiiensis R. Fricke, 2000
- Synchiropus kamoharai (Nakabo, 1983)
- Synchiropus kanmuensis (Nakabo, Yamamoto & C. H. Chen, 1983)
- Synchiropus kinmeiensis (Nakabo, Yamamoto & C. H. Chen, 1983)
- Synchiropus kiyoae R. Fricke & Zaiser, 1983
- Synchiropus laddi L. P. Schultz, 1960 (Ladd's dragonet)
- Synchiropus lateralis (J. Richardson, 1844)
- Synchiropus lineolatus (Valenciennes, 1837)
- Synchiropus marmoratus (W. K. H. Peters, 1855)
- Synchiropus minutulus R. Fricke, 1981
- Synchiropus monacanthus J. L. B. Smith, 1935
- Synchiropus morrisoni L. P. Schultz, 1960
- Synchiropus moyeri Zaiser & R. Fricke, 1985
- Synchiropus novaecaledoniae R. Fricke, 1993
- Synchiropus novaehiberniensis R. Fricke, 2016[2]
- Synchiropus orientalis (Bloch & J. G. Schneider, 1801)
- Synchiropus orstom R. Fricke, 2000
- Synchiropus phaeton (Günther, 1861)
- Synchiropus picturatus (W. K. H. Peters, 1877)
- Synchiropus postulus J. L. B. Smith, 1963
- Synchiropus rameus (McCulloch, 1926)
- Synchiropus randalli G. T. Clark & R. Fricke, 1985
- Synchiropus richeri R. Fricke, 2000
- Synchiropus rosulentus J. E. Randall, 1999
- Synchiropus rubrovinctus (C. H. Gilbert, 1905)
- Synchiropus sechellensis Regan, 1908
- Synchiropus signipinnis R. Fricke, 2000
- Synchiropus splendidus (Herre, 1927)
- Synchiropus springeri R. Fricke, 1983
- Synchiropus stellatus J. L. B. Smith, 1963
- Synchiropus sycorax Y. K. Tea & A. C. Gill, 2016[3]
- Synchiropus tudorjonesi G. R. Allen & Erdmann, 2012 (Red-back dragonet) [4]
- Synchiropus valdiviae (Trunov, 1981)
- Synchiropus zamboangana Seale, 1910